# Schellentracht

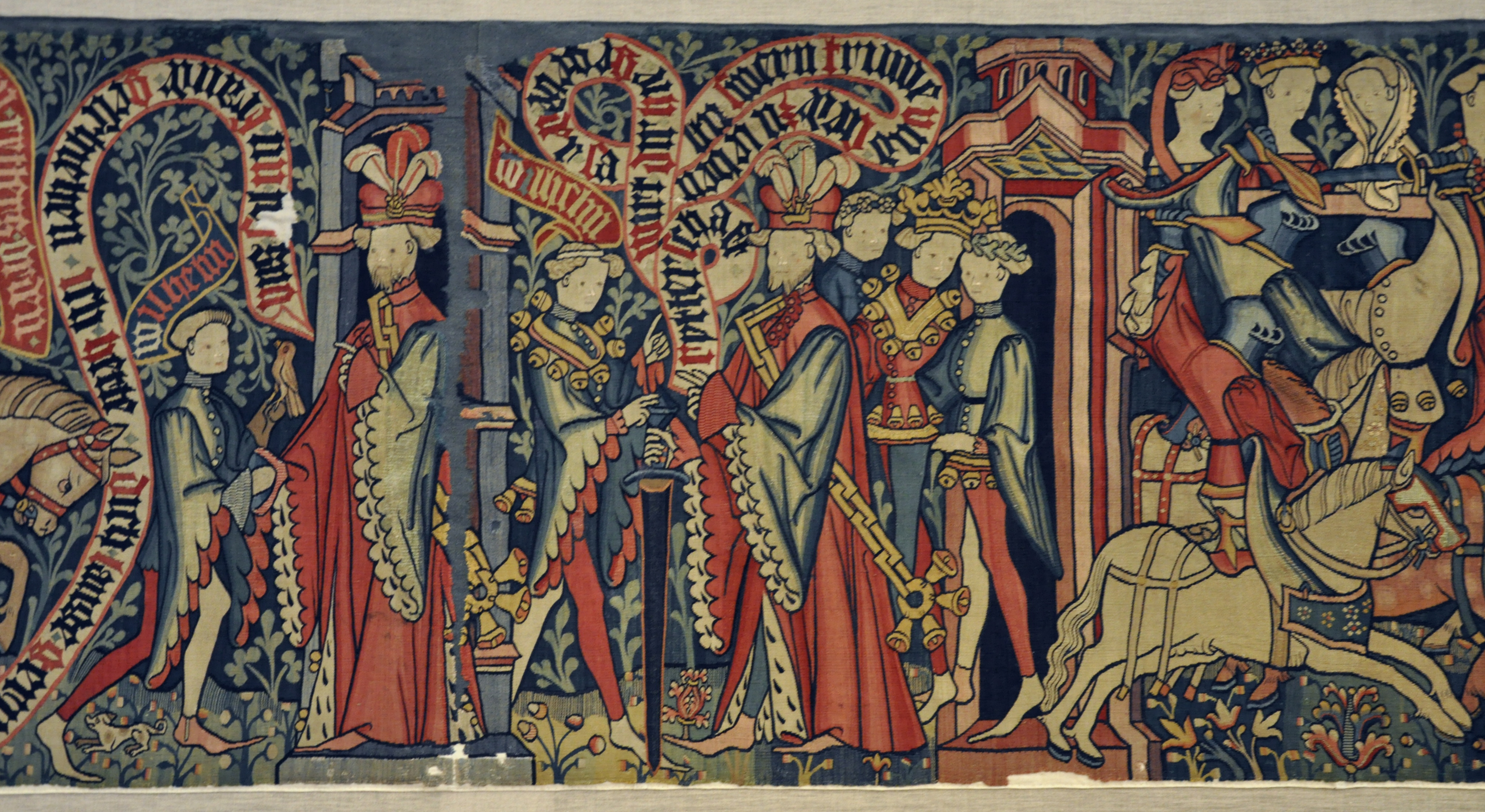
Verschiedene Formen der Schellentracht im höfischen Kontext, dargestellt auf einem Wandbehang, Mittelrheingebiet um 1410–1430

Als Schellentracht bezeichnet man eine bei Männern und Frauen übliche Stutzertracht, die bereits seit dem 10. Jahrhundert von vornehmen Leuten getragen wurde und im zweiten Viertel des 14. Jahrhunderts auch in den Städten aufkam und sich trotz aller Luxusgesetze bis über die Mitte des 15. Jahrhunderts erhielt.
Ursprünglich wurde nur der Gürtel mit runden, ei- oder birnenförmigen Schellen besetzt. Im 15. Jahrhundert trug man einen besonderen Schellengürtel wie ein Bandelier quer über Brust und Rücken (s. Abbild.), und man heftete auch am Halsausschnitt des Gewandes und an den Rändern der Ärmel einzelne Glöckchen an. Später sah man sie nur noch an den Kleidern der Hofnarren, die sich mit der aus der Mode gekommenen Kleidung über sich selbst lustig machten. Besonders an der Narrenkappe erhielt sich noch ein ganzer Schellenkranz.